# Pseudolibrus gestroi
Pseudolibrus gestroi is een keversoort uit de familie glanzende bloemkevers (Phalacridae). De wetenschappelijke naam van de soort werd in 1889 gepubliceerd door Karl Ludwig Flach.

## Entymolgie
De soort is vernoemd naar Dr. Gestro uit Genua.

## Voorkomen
De soort komt o.a. voor in Jemen op Socotra, in Eritrea maar mogelijk ook elders in Afrika.